# イアン・B・ゴールドバーグ
イアン・B・ゴールドバーグ（Ian B. Goldberg）は、アメリカ合衆国の脚本家、プロデューサーである。ABCのファンタジー・ドラマシリーズ『ワンス・アポン・ア・タイム』、および『フィアー・ザ・ウォーキング・デッド』のショーランナーとして知られる。

## キャリア
ゴールドバーグの初めての仕事はThe WBのシリーズ『Related』であり、第8話「Driving Miss Crazy」の脚本を執筆した。
2008年、ゴールドバーグフォックスのSFシリーズ『ターミネーター サラ・コナー・クロニクルズ』にスタッフライターとして加わった。2009年に番組が打ち切られるまでに計4話の脚本を執筆した。
ABCのドラマシリーズ『フラッシュフォワード』にはストーリーエディター兼脚本家を務め、計2話を執筆したが、番組は1シーズンのみで終了した。
『クリミナル・マインド FBI行動分析課』のスピンオフであるシリーズ『クリミナル・マインド 特命捜査班レッドセル』ではエグゼクティブストーリーエディター兼脚本家を務めた。2011年5月に番組が打ち切られるまでに計3話を執筆した。
2011年夏、ゴールドバーグはABCのファンタジーシリーズ『ワンス・アポン・ア・タイム』に脚本家兼共同プロデューサーとして参加した。第2シーズン終了時点で以下のエピソードを執筆している:
- 第1シーズン第6話「The Shepherd」（アンドリュー・チャンブリス（英語版）と共同）
- 第1シーズン第11話「Fruit of the Poisonous Tree」（チャンブリスと共同）
- 第1シーズン第16話「Heart of Darkness」（チャンブリスと共同）
- 第1シーズン第20話「The Stranger」（チャンブリスと共同）
- 第2シーズン第3話「Lady of the Lake」（チャンブリスと共同）

2017年よりアンドリュー・チャンブリスと共同で『フィアー・ザ・ウォーキング・デッド』のショーランナーとなり、シーズン4から最終シーズン8まで、各シーズンで多数のエピソードの脚本を共同で執筆している。
- 第4シーズン第1話、第2話、第8話、第13話、第16話
- 第5シーズン第1話、第5話、第10話、第12話、第16話
- 第6シーズン第1話、第8話、第12話、第16話
- 第7シーズン第1話、第2話、第8話、第9話、第15話、第16話
- 第8シーズン第1話、第2話、第3話、第4話、第6話